# Belgien-Rundfahrt 2016
Die 86. Belgien-Rundfahrt 2016 war ein belgisches Straßenradrennen. Das Etappenrennen fand vom 25. bis zum 29. Mai 2016 statt. Es war Teil der UCI Europe Tour 2016 und dort in der Kategorie 2.HC eingestuft.
Die dritte Etappe wurde neutralisiert, nachdem zwei Begleitmotorräder durch eine Kollision in das Peloton gerieten und 20 Fahrer zu Fall brachten. Der 26-jährige Radrennfahrer Stig Broeckx erlitt infolge dieses Sturzes Hirnblutungen und fiel ins Koma. Das Rennen wurde auf der vierten Etappe wieder ohne Broeckx' Team Lotto Soudal aufgenommen. Gesamtsieger wurde der Belgier Dries Devenyns vor dem Schweizer Reto Hollenstein und seinem Landsmann Stijn Vandenbergh.

## Teilnehmende Mannschaften
| UCI WorldTeams Astana Pro Team Etixx-Quick Step Team Katusha                               | Lotto Soudal Team Giant-Alpecin Trek-Segafredo                                 | Cannondale Pro Cycling Team IAM Cycling                                  |
| UCI Professional Continental Teams Bora-Argon 18 Cofidis, Solutions Crédits Direct Énergie | Topsport Vlaanderen-Baloise Androni Giocattoli-Sidermec Roompot Oranje Peloton | Wanty-Groupe Gobert Fortuneo-Vital Concept                               |
| UCI Continental Teams Team 3M Telenet-Fidea                                                | Cibel Vérandas Willems                                                         | Crelan-Vastgoedservice Continental Team Wallonie Bruxelles-Group Protect |

## Etappen
| Etappe    | Datum   | Etappenorte               | type            | Länge (km) | Etappensieger      | Gesamtführender |
| --------- | ------- | ------------------------- | --------------- | ---------- | ------------------ | --------------- |
| Prolog    | 25. Mai | Beveren – Beveren         | Prolog          | 6          | Wout van Aert      | Wout van Aert   |
| 1. Etappe | 26. Mai | Buggenhout – Knokke-Heist | Flachetappe     | 177,3      | Edward Theuns      | Wout van Aert   |
| 2. Etappe | 27. Mai | Knokke-Heist – Herzele    | Hügelige Etappe | 200,4      | Dries Devenyns     | Dries Devenyns  |
| 3. Etappe | 28. Mai | Verviers – Verviers       | Hügelige Etappe | 206,9      | Etappe abgebrochen | Dries Devenyns  |
| 4. Etappe | 29. Mai | Tremelo – Tongern         | Flachetappe     | 174,2      | Zico Waeytens      | Dries Devenyns  |

## Gesamtwertung
| \| Gesamtwertung \| Gesamtwertung \| Gesamtwertung \| Gesamtwertung \| Gesamtwertung \| \| Fahrer \| Fahrer \| Land \| Team \| Zeit \| \| ------------- \| -------------------- \| ------------- \| -------------------------------- \| ---------------- \| \| 1. \| Dries Devenyns \| Belgien \| IAM Cycling \| 12 h 27 min 30 s \| \| 2. \| Reto Hollenstein \| Schweiz \| IAM Cycling \| + 4 s \| \| 3. \| Stijn Vandenbergh \| Belgien \| Etixx-Quick Step \| + 4 s \| \| 4. \| Sergei Tschernezki \| Russland \| Katusha \| + 16 s \| \| 5. \| Baptiste Planckaert \| Belgien \| Wallonie Bruxelles-Group Protect \| + 18 s \| \| 6. \| Enrico Gasparotto \| Italien \| Wanty-Groupe Gobert \| + 20 s \| \| 7. \| Pieter Vanspeybrouck \| Belgien \| Topsport Vlaanderen-Baloise \| + 23 s \| \| 8. \| Wout van Aert \| Belgien \| Crelan-Vastgoedservice \| + 39 s \| \| 9. \| Yves Lampaert \| Belgien \| Etixx-Quick Step \| + 43 s \| \| 10. \| Niki Terpstra \| Niederlande \| Etixx-Quick Step \| + 43 s \| |                      |             |                                  |                  |
| |                      |             |                                  |                  |
| Quelle: ProCyclingStats |                      |             |                                  |                  |
| Gesamtwertung |                      |             |                                  |                  |
| Fahrer | Fahrer               | Land        | Team                             | Zeit             |
| 1. | Dries Devenyns       | Belgien     | IAM Cycling                      | 12 h 27 min 30 s |
| 2. | Reto Hollenstein     | Schweiz     | IAM Cycling                      | + 4 s            |
| 3. | Stijn Vandenbergh    | Belgien     | Etixx-Quick Step                 | + 4 s            |
| 4. | Sergei Tschernezki   | Russland    | Katusha                          | + 16 s           |
| 5. | Baptiste Planckaert  | Belgien     | Wallonie Bruxelles-Group Protect | + 18 s           |
| 6. | Enrico Gasparotto    | Italien     | Wanty-Groupe Gobert              | + 20 s           |
| 7. | Pieter Vanspeybrouck | Belgien     | Topsport Vlaanderen-Baloise      | + 23 s           |
| 8. | Wout van Aert        | Belgien     | Crelan-Vastgoedservice           | + 39 s           |
| 9. | Yves Lampaert        | Belgien     | Etixx-Quick Step                 | + 43 s           |
| 10. | Niki Terpstra        | Niederlande | Etixx-Quick Step                 | + 43 s           |

## Wertungstrikots
| Etappe         | Etappensieger                | Gesamtwertung Algemeen klassement | Punktewertung Puntenklassement | Kombinationswertung Prijs van de strijdlust | Teamwertung Ploegenklassement |
| -------------- | ---------------------------- | --------------------------------- | ------------------------------ | ------------------------------------------- | ----------------------------- |
| Prolog         | Wout van Aert                | Wout van Aert                     | Wout van Aert                  | nicht vergeben                              | Etixx-Quick Step              |
| 1              | Edward Theuns                | Wout van Aert                     | Edward Theuns                  | Ludwig De Winter                            | Etixx-Quick Step              |
| 2              | Dries Devenyns               | Dries Devenyns                    | Baptiste Planckaert            | Amaury Capiot                               | IAM Cycling                   |
| 3              | abgebrochen nach Massensturz | Dries Devenyns                    | Baptiste Planckaert            | Amaury Capiot                               | IAM Cycling                   |
| 4              | Zico Waeytens                | Dries Devenyns                    | Baptiste Planckaert            | Amaury Capiot                               | IAM Cycling                   |
| Wertungssieger | Wertungssieger               | Dries Devenyns                    | Baptiste Planckaert            | Amaury Capiot                               | IAM Cycling                   |